# George Albert Boulenger
George Albert Boulenger (Bruxelles, 19 ottobre 1858 – Saint-Malo, 23 novembre 1937) è stato uno zoologo e botanico britannico.

## Biografia
Boulenger era l'unico figlio di Gustave Boulenger, un notaio belga, e di Juliette Piérart de Valenciennes. Si laureò in scienze naturali nel 1876 alla Libera Università di Bruxelles e lavorò per un po' al Museo di Storia Naturale della capitale belga come assistente nello studio degli anfibi, rettili e pesci. In questo periodo fece anche numerose visite al Muséum National d'Histoire Naturelle a Parigi e al British Museum di Londra.
Nel 1880, fu invitato a lavorare al Museo di Storia Naturale dal Dr. Albert C. L. G. Günther e gli fu assegnato il compito di catalogare gli anfibi della collezione. La sua posizione al British Museum implicava un servizio per l'Impero Britannico, tanto che lo fece diventare cittadino d'oltremanica. Nel 1882 Boulenger divenne assistente di primo livello al Dipartimento di Zoologia e rimase in quella posizione fino al 1920, anno del suo pensionamento.
Dopo essersi ritirato dal British Museum, Boulenger studiò le rose e pubblicò 34 opuscoli su soggetti botanici e due volumi sulle rose in Europa.
Secondo fonti biografiche, egli era incredibilmente metodico ed aveva una grande memoria che gli permetteva di ricordare ogni campione e nome scientifico che avesse mai visto. Aveva anche straordinarie qualità nello scrivere e raramente faceva una seconda stesura di quello che produceva mandando in pubblicazione manoscritti con pochissime correzioni.
Boulenger suonava anche il violino, parlava francese, tedesco e inglese e sapeva leggere dallo spagnolo, italiano ed un po' di russo. Come zoologo, conosceva anche greco e latino.
Il 28 gennaio 1900 divenne socio dell'Accademia delle scienze di Torino.
Entro il 1921, Boulenger aveva pubblicato 877 scritti, per un totale di più di 5.000 pagine, oltre a 19 monografie su pesci, anfibi e rettili. L'elenco delle sue pubblicazioni e il suo indice delle specie occupano 77 pagine.
Descrisse 1.096 specie di pesci, 556 specie di anfibi, e 872 specie di rettili. Era famoso per le sue monografie sugli anfibi, le lucertole e altri rettili e i pesci, oltre che per le sue monografie sui pesci africani.
Fu membro dell'American Society of Ichthyologists and Herpetologists (1935) e gli erpetologi lo elessero come loro primo membro onorario. Nel 1937, il Belgio gli conferì l'Ordine di Leopoldo, la più alta onorificenza assegnata ad un civile.
Fu un esperto dei pesci d'acqua dolce africani, nonostante non fosse mai stato in Africa.

## Studi sui pesci delle caverne
Nel 1897 il re Leopoldo II del Belgio iniziò a reclutare naturalisti per aiutare a creare il Museo del Congo. Boulenger fu nominato direttore di questa commissione.
La sua maggiore scoperta nel 1921 fu uno strano pesce proveniente dal Congo. Era senza occhi e mancava di pigmentazione. Egli lo riconobbe come una specie nuova e non imparentata alle altre specie epigee esistenti in Africa. Boulenger scrisse un breve documento descrivendo questa nuova specie di pesce delle caverne, il primo mai descritto proveniente dall'Africa. Lo chiamò Caecobarbus geertsii, da caeco = cieco, barbus = barbo, e geertsii, in onore di un misterioso M. Geerts, che gli fornì un esemplare. Oggi è noto come Barbo cieco del Congo (o Africano). La sua scoperta venne pubblicata su Nature.